# KEB G
Die Dampflokomotivreihe KEB G war eine Schmalspur-Tenderlokomotivreihe der Kaiserin Elisabeth-Bahn Österreichs, die für die ehemalige Pferdeeisenbahn Budweis–Linz–Gmunden beschafft wurde.
Die vier Maschinen hatten Außensteuerung sowie Wasserrahmen und wurden von Krauss in München 1883 geliefert.
Anlässlich der Umspurung auf Normalspur 1903 wurden die Fahrzeuge ausgemustert.